# Søren Fauli
Søren Fauli (født 24. oktober 1963) er en dansk filminstruktør, manuskriptforfatter, skuespiller, billedkunstner, debattør og radiovært, der brød igennem med filmen De skrigende halse. Han er født Søren Clemmensen Møller.

## Karriere
Han medvirker i og skaber både reklamefilm, fiktions- og dokumentarfilm. Han er barnebarn til redaktør Carl Henrik Clemmensen, der under besættelsen blev myrdet under medvirken af Søren Kam. Filmen Min morfars morder handler om Faulis møde med Søren Kam.
Han har desuden instrueret og selv medvirket i et stort antal reklamefilm, blandt andet for Toms Chokolade, Tuborg, Ekstra Bladet, Punkt1, Sonofon, Kims, Wupti, Blockbuster og Expert.
Har de sidste par år været regelmæssigt med i panelet i radioprogrammet Mads og Monopolet på DR P3.
Siden november 2011 har Fauli haft sit eget politiske debatprogram Løsgængeren på Radio24syv. Det er et politisk idé-værksted, hvor Fauli forsøger at skabe nye alternative løsninger på politiske problemer.
Søren Fauli er tilknyttet butikskæden Normal via hans selskab Dauli Film, som har aktier i butikskæden. I 2016 havde Dauli Film et overskud på 51.219.505 kr efter salg af aktier for 50 mio.
Fauli udgav i 1983 albummet Fauli til Dauli under kunstnernavnet Daily Fauli.
I 2016 deltog Fauli som en af de 12 kendte danskere i TV 2’s underholdningsprogram Vild med dans; han blev stemt ud af konkurrencen i tredje elimineringsrunde.
I 2019 har Søren Fauli løbende deltaget i satire programmet "Den Korte Radioavis" på Radio24syv.[kilde mangler]

## Privatliv
Fauli købte i 2016 et hus i Hellerup af filminstruktøren Anders Thomas Jensen for 10,8 mio. kr., som han efterfølgende istandsatte.

## Filmografi
Udvalgte film og tv-produktioner:
- På Pletten (1991) (tv-serie)
- De skrigende halse (1993) (tv-film) (spiller en fotograf)
- Forsmåelse (1995) (sig selv)
- Supermaterialisme (1995) (sig selv)
- Antenneforeningen (1999) (Per)
- Grev Axel (2001) (folkekomedie)
- Polle Fiction (2002) (folkekomedie)
- Min morfars morder (2004) forfatter
- Fjernsyn for voksne (2005) (tv-satire) forfatter
- Hvordan vi slipper af med de andre (2007) (folkekomedie)
- Deroute (2008) (tv-satire)

## Eksterne links
- Søren Fauli på Internet Movie Database (engelsk)
- Søren Fauli på Filmdatabasen
- Søren Fauli på danskefilm.dk
- Søren Fauli på danskfilmogtv.dk
- Søren Fauli på Svensk Filmdatabas (svensk)
- Søren Fauli på AlloCiné (fransk)
- Søren Fauli på AllMovie (engelsk)
- Søren Fauli på The Movie Database (engelsk)
- Søren Fauli på Behind The Voice Actors (engelsk)